# 맥세이프
맥세이프(영어: MagSafe)은 2006년 1월 10일에 애플이 공개한 자기부착형식으로 만들어진 맥북전용 전원 커넥터이다. 맥북 프로에서 처음으로 도입했으며, 자기력으로 고정되어 있어 누군가가 코드 위로 걸어서 당겨서 당겨지면 커넥터와 컴퓨터 전원 소켓을 손상시키지 않고 소켓에서 컴퓨터를 당기지 않고 끌어낼 수 있다는 특징이다. 현재는 대부분 맥북 모델에는 USB-C로 대체되어 쓰이지 않지만, 당시 맥사용자들 사이에는 큰 호응을 받았다. 
맥북에서 수년간 자취를 감췄던 맥세이프는 2020년 애플 신제품 행사에서 아이폰 12의 뒷면에 장착되어 새로운 무선 충전 시스템으로 자리잡았으며 특징으로는 단순히 충전의 범위를 넘어 케이스의 손쉬운 탈착 및 다양한 엑세서리의 장착을 용이하게 만들었다는 점이다. 또한 애플은 맥세이프를 통해 해당 제품의 NFC를 탐지할 수 있다.

## 개발 과정
맥세이프는 2000년대 초반부터 많은 튀김기 및 일본식 조리기구에서의 커넥터가 위험한 뜨거운 내용물의 유출을 피하기 위해 자력 커넥터로 고안되어 만들었는데, 이를 애플이 이러한 아이디어를 참고하여, 새로운 맥북 전원 커넥터의 원리로 도입하기 위해 개발하였고, '커넥터가 대칭적이고 가역성이 있으며 커넥터 내의 자석이 연결 강도 향상을 위해 반대 극성에 배열 방식의 원리'를 개발하였고, 이를 2007년에 미국 특허청에서 '전자 장치용 자기 커넥터']라는 이름으로 특허를 따면서 2006년에 공개된 맥북 프로에서 처음으로 도입되었다.
그러나 애플은 맥세이프를 더 이상 사용하지 않기로 하였고, 2016년에 출시한 맥북 레티나와 맥북 프로 4세대(Touch bar)부터 맥북의 전원 커넥터는 충전과 데이터 동기화에 사용의 효율적인 USB-C로 전환한다.
2020년 10월 13일, 애플이 아이폰 12를 위한 새로운 버전의 맥세이프를 공개했다.
2021년 10월 21일, 애플이 맥북 프로 m1 pro, m1 max를 위한 새로운 버전의 맥세이프 3를 공개했다

## 특징
맥세이프에는 직사각형 커넥터가 어느 방향으로든 삽입될 수 있도록 설계된 커넥터 핀이 있다(단, 커넥터의 L자형 버전은 USB와 같은 주변 포트를 차단하지 않고 한 방향으로만 장착할 수 있다). 컴퓨터 배터리가 완전히 충전되면 커넥터 상단과 하단의 LED가 녹색으로, 배터리가 충전 중이면 황색 또는 적색으로 표시된다.
맥북과 13인치 맥북 프로는 60W로 사용하는 반면, 15인치와 17인치 맥북 프로는 85W로 사용한다. 또한, 맥북에어는 45W의 저전력을 사용하는데, 전동벽돌은 작지만, 이 모델의 맥세이프 같은 경우에는 60W및 85W를 같이 쓸수 있다. 애플은 이에 대해 원래 제공했던 와트수가 같거나 높은 어댑터를 문제없이 사용할 수 있다고 밝혔다.
애플은 이전에 특정 비행기에서도 맥세이프를 쓰기 위한 전용 아답타를 내놓은 바가 있다. 이 아답타는 DC 입력(원래 맥세이프 충전기처럼 AC를 대체)이 있고 컴퓨터 전원을 공급하지만 배터리를 충전하지는 않는다.
일부 애플 악세서리 중에서 애플 노트북에 충전할 수 있는 맥세이프 커넥터 케이블이 포함된 적이 있었다.

### 맥세이프2
2012년 7월 11일에 애플이 레티나 디스플레이가 탑재된 맥북 에어와 맥북 프로 새 모델을 공개하면서 새로운 맥세이프 버전을 공개했다. 어댑터가 없는 구형 맥세이프 커넥터와 호환되지 않으며, 기계 측면을 따라 흐르는 L자형보다는 직선을 가리키는 T자형 설계로 되돌아간다. 이 커넥터는 얇은 노트북에 맞게 얇고 넓게 만들어졌다.

### 아이폰 12
14세대 아이폰의 15W 무선 급속 충전을 지원하며 아이폰에 탑재된 맥세이프의 자력을 통해 다양한 엑세서리를 장착 가능하다.

## 핀아웃
맥세이프의 커넥터 핀은 어댑터를 두 방향 중 하나에 삽입할 수 있도록 되어있다. 작은 중앙 핀의 양쪽에 있는 첫 번째 핀과 두 번째 핀은 미러 핀과 연속성을 가지는데,
- 내부 대형 핀은 V+(14.5 / 16.5 / 18.5 / 20 V DC)이다. 부하 없이 측정하면 맥세이프의 경우 6.86 V DC와 맥세이프 2의 경우 약 3 V DC가 제공되며, 최대 전압은 1초 동안 40 kOhm의 부하를 적용한 후에 제공된다.[12]
- 외측 큰 핀은 접지되어 있다.
- 작은 중심 핀은 1-와이어 프로토콜을 사용하는 데이터 핀이다. 컴퓨터는 이 핀을 사용하여 LED의 색상을 변경하고 전원 공급기의 일련 번호와 와트를 회수한다.[12]
- 전선과 접지선 두 개만 충전기로 간다. 충전기 자체와 어댑터 감지 핀을 통한 데이터 통신은 없다.[12]
- 공급되는 최대 전압은 다음과 같다:
  - 맥북 에어와 함께 제공되는 45W 유닛용 14.5 V DC
  - 맥북과 맥북 프로 13인치와 함께 공급되는 60 W 장치의 16.5 V DC
  - 맥북 프로 15인치, 17인치와 함께 제공되는 85 W 장치의 경우 18.5 V DC
  - 맥북 프로 레티나와 함께 공급된 85 W 장치의 20 V DC

핀을 둘러싼 사각형 금속 장막은 전기 핀의 차폐와 노트북의 자석을 위한 철의 매력으로 작용한다.

## 같이 보기
- USB-C
- 맥북
- 맥북 에어
- 맥북 프로

## 출저
1. ↑  “Apple Unveils New MacBook with Intel Core 2 Duo Processors” (press release). Apple Inc. 2006년 11월 8일. 2011년 3월 29일에 원본 문서에서 보존된 문서. 2019년 3월 19일에 확인함.
2. ↑  Vallese, Julie (2001년 7월 4일). “'Break-Away' Cord Aims To Make Deep Fryers Safer”. CNN. 2012년 7월 9일에 확인함.
3. ↑  News for "Break Away" Power Cords on Electric Deep Fryers
4. ↑  Prior art for Apple's Magsafe – Patents Stack Exchange
5. ↑  [https://web.archive.org/web/20170405235953/http://patft1.uspto.gov/netacgi/nph-Parser?Sect1=PTO2&Sect2=HITOFF&p=1&u=%2Fnetahtml%2FPTO%2Fsearch-bool.html&r=1&f=G&l=50&co1=AND&d=PTXT&s1=7311526.PN.&OS=PN%2F7311526&RS=PN%2F7311526 No.7311526
6. ↑  Fleishman, Glenn (2015년 3월 12일). “Will your new MacBook crash to the ground without MagSafe? (Yes.)”. 《Macworld》. 2016년 10월 28일에 확인함.
7. ↑  Kastrenakes, Jacob (2016년 10월 27일). “Apple is killing off MagSafe, one of the MacBook’s best features”. 《The Verge》. 2016년 10월 28일에 확인함.
8. ↑  “MacBook”. Apple Inc.
9. ↑  “Intel-Based Apple Portables: Identifying the Right Power Adapter and Power Cord –  US”. Apple Inc.
10. ↑  “Apple MagSafe Airline Adapter”. Apple Inc. 2011년 5월 14일에 원본 문서에서 보존된 문서.
11. ↑  “One of Apple’s Best Ideas Ever — Made Worse”, 《The New York Times》, 2012년 7월 30일
12. 1 2 3  Shirriff, Ken. “Teardown and exploration of Apple's Magsafe connector”. 2013년 12월 3일에 확인함.